# Björnklister
Björnklister var ett kontorsklister för i huvudsak papper. Björnklister såldes ursprungligen i plåtburk. Björnklister kom sedermera i en plastburk med tillhörande spatel för spridning av limmet.
Klistret tillverkades av Barnängens Tekniska Fabrik och karaktäriseras av en tydlig doft av mandel.